# Glen Metropolit
Glen Metropolit (Toronto, 25 giugno 1974) è un allenatore di hockey su ghiaccio ed ex hockeista su ghiaccio canadese di ruolo attaccante. È noto soprattutto per i suoi trascorsi in American Hockey League e in National Hockey League.

## Carriera

### Club

#### Esordi
Originario di Mississauga, in Ontario, Metropolit dopo essere cresciuto nelle formazioni liceali si trasferì ad ovest, in Columbia Britannica, ingaggiato dalla squadra giovanile di livello Junior A dei Vernon Vipers.
Nel 1995 passò in ECHL presso i Nashville Knights, squadra che nella stagione successiva si trasferì a Pensacola, in Florida. Fra il 1997 e il 1999 giocò per i Grand Rapids Griffins, prima di compiere il debutto in National Hockey League nella stagione 1999–2000, pur senza essere stato scelto al draft, con la maglia dei Washington Capitals. Per le tre stagioni successive alternò presenze con la maglia dei Capitals con quelle della squadra affiliata in American Hockey League dei Portland Pirates, oltre ad una breve parentesi di due partite giocate per Tampa Bay nel campionato 2001–02.

#### Carriera oltremare
Nel 2003 Metropolit approdò ad Helsinki presso la formazione dei Jokerit. Nella sua prima stagione in Finlandia fu il capocannoniere della propria squadra, con 50 punti derivanti da 15 reti e 35 assist, al quinto posto nella classifica dei marcatori in regular season. In occasione dei play-off in 7 incontri ottenne altrettanti punti, tuttavia i Jokerit furono eliminati ai quarti di finale.
Nella stagione 2004–05 Metropolit e Marko Jantunen furono i due principali marcatori della loro squadra, entrambi giunsero a quota 16 gol, mentre Metropolit ancora una volta fu il giocatore capace di ottenere più punti, avendo fornito 31 assist. Nei playoff segnò cinque gol e sei assist, incluso un gol segnato in doppia inferiorità numerica 3-contro-5 nei confronti dell'Ilves. Al termine della stagione furono sconfitti in finale dagli Oulun Kärpät.
Dopo le due stagioni trascorse con i Jokerit, Metropolit si trasferì in Svizzera, dove vinse la Lega Nazionale A con la maglia dell'Hockey Club Lugano nella stagione 2005-2006. Concluse inoltre la stagione con il titolo di Top Scorer, grazie ai suoi 65 punti.

#### Ritorno in Nordamerica
Nel 2006, Metropolit ritornò in Nordamerica ingaggiato dagli Atlanta Thrashers. Dopo aver disputato solo 22 partite con la maglia di Atlanta, Metropolit fu ceduto ai St. Louis Blues in cambio del centro Keith Tkachuk.
Al termine della stagione Metropolit si svincolò e fu chiamato dai Boston Bruins a partecipare al loro campo d'allenamento. Il 3 ottobre 2007 firmò il contratto valido per una stagione con i Bruins. Nel corso delle partite si guadagnò un posto fra i titolari, e concluse la stagione con 33 punti in 82 partite, suo record personale in NHL.

#### Philadelphia e Montreal
Metropolit sempre da free agent firmò un contratto con i Philadelphia Flyers il 1º luglio 2008. Il 27 febbraio, pochi giorni prima del termine degli scambi fu ceduto ai Montreal Canadiens, bisognosi di un centro d'esperienza. Con la formazione canadese concluse la stagione con 25 partite e 5 punti.
Verso la fine della stagione 2009-2010 Metropolit fu costretto a saltare le ultime sei partite di stagione regolare per un infortunio alla spalla, dopo aver già segnato 16 gol in stagione con Montreal. Grazie ad un recupero fulmineo il 19 aprile Glen ritornò sul ghiaccio in occasione di Gara-3 dei play-off contro una sua ex squadra, i Washington Capitals.

#### Ritorno in Europa
Il 2 agosto 2010 Metropolit lasciò la NHL e firmò un contratto di due anni con la squadra di LNA dell'EV Zug. Con la squadra di Zugo concluse la stagione conquistando per la seconda volta il titolo di Top Scorer con 53 punti, guidando la propria squadra fino alle semifinali dei play-off. Il 9 dicembre 2011 giunse l'annuncio ufficiale del suo ingaggio per due anni da parte dell'HC Lugano a partire dalla stagione 2012-2013, squadra con cui aveva già vinto il titolo nel 2006.
Nel mese di gennaio 2014 viene concordato uno scambio con il Berna per l'attaccante Lehtonen, rivelatosi poi una scelta sbagliata da parte dello staff tecnico Luganese.
Il 29 luglio 2014, a 40 anni compiuti, viene annunciato il suo ingaggio da parte del club tedesco degli Adler Mannheim militante nella massima lega nazionale, la Deutsche Eishockey-Liga, con cui vinse il titolo alla prima occasione. Già nel successivo mese di dicembre il suo contratto era stato prolungato fino al termine della stagione 2015-2016.
Terminata l'esperienza a Mannheim rimase per qualche mese senza squadra, fino a che, nell'ottobre 2016, fu messo sotto contratto dall'Hockey Club Bolzano, squadra italiana militante nel campionato multinazionale EBEL. Lasciò la squadra già nel febbraio 2017, ufficialmente per motivi familiari, in seguito a prestazioni insoddisfacenti.

### Nazionale
Glen Metropolit partecipò con la maglia del Canada al Campionato mondiale di hockey su ghiaccio del 2006, dove il Team Canada giunse ai piedi del podio. Nel 2010 prese parte con il Team Canada alla Coppa Spengler, in cui segnò un gol e fornì 4 assist, torneo conclusosi al secondo posto finale.

## Statistiche
Statistiche aggiornate a giugno 2013.

### Club
| Stagione | Squadra               | Stagione regolare | Stagione regolare | Stagione regolare | Stagione regolare | Stagione regolare | Stagione regolare | Playoff | Playoff | Playoff | Playoff | Playoff |
| Stagione | Squadra               | Lega              | P                 | G                 | A                 | Pt                | PIM               | P       | G       | A       | Pt      | PIM     |
| -------- | --------------------- | ----------------- | ----------------- | ----------------- | ----------------- | ----------------- | ----------------- | ------- | ------- | ------- | ------- | ------- |
| 1992-93  | Richmond Hill Riot    | MTJHL (U20)       | 43                | 27                | 36                | 63                | 36                |         |         |         |         |         |
| 1993-94  | Richmond Hill Riot    | MTJHL (U20)       | 49                | 38                | 62                | 100               | 83                |         |         |         |         |         |
| 1994-95  | Vernon Lakers         | BCJHL             | 60                | 43                | 74                | 117               | 92                |         |         |         |         |         |
| 1995-96  | Nashville Knights     | ECHL              | 58                | 30                | 31                | 61                | 62                | 5       | 3       | 8       | 11      | 2       |
|          | Atlanta Knights       | IHL               | 1                 | 0                 | 0                 | 0                 | 0                 | -       | -       | -       | -       | -       |
| 1996-97  | Pensacola Ice Pilots  | ECHL              | 54                | 35                | 47                | 82                | 45                | 12      | 9       | 16      | 25      | 28      |
|          | Québec Rafales        | IHL               | 22                | 5                 | 4                 | 9                 | 14                | 5       | 0       | 0       | 0       | 2       |
| 1997-98  | Grand Rapids Griffins | IHL               | 79                | 20                | 35                | 55                | 90                | 3       | 1       | 1       | 2       | 0       |
| 1998-99  | Grand Rapids Griffins | IHL               | 77                | 28                | 53                | 81                | 92                |         |         |         |         |         |
| 1999-00  | Washington Capitals   | NHL               | 30                | 6                 | 13                | 19                | 4                 | 2       | 0       | 0       | 0       | 2       |
|          | Portland Pirates      | AHL               | 48                | 18                | 42                | 60                | 73                | 1       | 1       | 0       | 1       | 0       |
| 2000-01  | Portland Pirates      | AHL               | 51                | 25                | 42                | 67                | 59                | -       | -       | -       | -       | -       |
|          | Washington Capitals   | NHL               | 15                | 1                 | 5                 | 6                 | 10                | 1       | 0       | 0       | 0       | 0       |
| 2001-02  | Washington Capitals   | NHL               | 33                | 1                 | 16                | 17                | 6                 | -       | -       | -       | -       | -       |
|          | Tampa Bay Lightning   | NHL               | 2                 | 0                 | 0                 | 0                 | 0                 | -       | -       | -       | -       | -       |
|          | Portland Pirates      | AHL               | 32                | 17                | 22                | 39                | 20                |         |         |         |         |         |
| 2002-03  | Portland Pirates      | AHL               | 33                | 7                 | 23                | 30                | 23                | 3       | 1       | 1       | 2       | 0       |
|          | Washington Capitals   | NHL               | 23                | 2                 | 3                 | 5                 | 6                 | -       | -       | -       | -       | -       |
| 2003-04  | Jokerit               | SM-liiga          | 55                | 15                | 35                | 50                | 77                | 7       | 6       | 1       | 7       | 33      |
|          |                       | Spengler Cup      | 4                 | 0                 | 2                 | 2                 | 6                 | -       | -       | -       | -       | -       |
| 2004-05  | Jokerit               | SM-liiga          | 51                | 16                | 31                | 47                | 42                | 12      | 5       | 6       | 11      | 2       |
| 2005-06  | Lugano                | NLA               | 44                | 23                | 42                | 65                | 60                | 17      | 9       | 17      | 26      | 8       |
|          | Team Canada           | Spengler Cup      | 5                 | 0                 | 5                 | 5                 | 4                 | -       | -       | -       | -       | -       |
| 2006-07  | Atlanta Thrashers     | NHL               | 57                | 12                | 16                | 28                | 20                | -       | -       | -       | -       | -       |
|          | St. Louis Blues       | NHL               | 20                | 2                 | 3                 | 5                 | 14                |         |         |         |         |         |
| 2007-08  | Boston Bruins         | NHL               | 82                | 11                | 22                | 33                | 36                | 7       | 1       | 0       | 1       | 4       |
| 2008-09  | Philadelphia Flyers   | NHL               | 55                | 4                 | 10                | 14                | 15                | -       | -       | -       | -       | -       |
|          | Montréal Canadiens    | NHL               | 21                | 2                 | 1                 | 3                 | 13                | 4       | 0       | 2       | 2       | 2       |
| 2009-10  | Montréal Canadiens    | NHL               | 69                | 16                | 13                | 29                | 24                | 16      | 0       | 2       | 2       | 4       |
| 2010-11  | Zug                   | NLA               | 47                | 15                | 38                | 53                | 32                | 10      | 2       | 10      | 12      | 8       |
|          | Team Canada           | Spengler Cup      | 5                 | 1                 | 5                 | 6                 | 4                 | -       | -       | -       | -       | -       |
| 2011-12  | Zug                   | NLA               | 42                | 15                | 21                | 36                | 28                | 9       | 5       | 7       | 12      | 2       |
|          | Team Canada           | Spengler Cup      | 3                 | 0                 | 1                 | 1                 | 2                 | -       | -       | -       | -       | -       |
| 2012-13  | Lugano                | NLA               | 50                | 20                | 44                | 64                | 62                | 7       | 2       | 4       | 6       | 2       |
| 2013-14  | Lugano                | NLA               | 0                 | 0                 | 0                 | 0                 | 0                 |         |         |         |         |         |

### Nazionale
| Stagione | Livello | Risultati    | Risultati | Risultati | Risultati | Risultati | Risultati |
| Stagione | Livello | Competizione | P         | G         | A         | Pt        | PIM       |
| -------- | ------- | ------------ | --------- | --------- | --------- | --------- | --------- |
| 2005-06  | Canada  | WC           | 9         | 0         | 2         | 2         | 6         |

## Palmarès

### Club
- Campionato svizzero: 1

 Lugano: 2005-2006
- Campionato tedesco: 1

 Adler Mannheim: 2014-2015
- Campionato finlandese: 1 secondo posto

 Jokerit: 2004-2005

### Individuale
- Lega Nazionale A:

2005-06: Best Forward
2005-06: Most Assists (39)
2005-06: Most Points (65)
2010-11: Most Points (53)